# Ferdinand Maximilián Brokoff
Ferdinand Maximilián Brokoff (Ferdinand Maximilian, Ferdinand Maxmilián változatokban is; Rothenburg, 1688. szeptember 12. – Prága, 1731. március 8.) német nemzetiségű cseh szobrász, Jan Brokoff fia.

## Származása
Cipszer családban született apja 1675-ben vándorolt ki a Szepességből Csehországba (MűvLex). Eleinte főleg Nyugat-Csehországban dolgozott, majd Prágában, az Óvárosban (Staré město) települt le. Ott vette feleségül Eliška Spinglert, önálló műhelyt alapított, és 1692-ben megkapta a polgárjogot. Négy gyermekük született, és közülük a két idősebb fiú, Michal Jan Josef és Ferdinand Maximilián folytatta apjuk mesterségét.

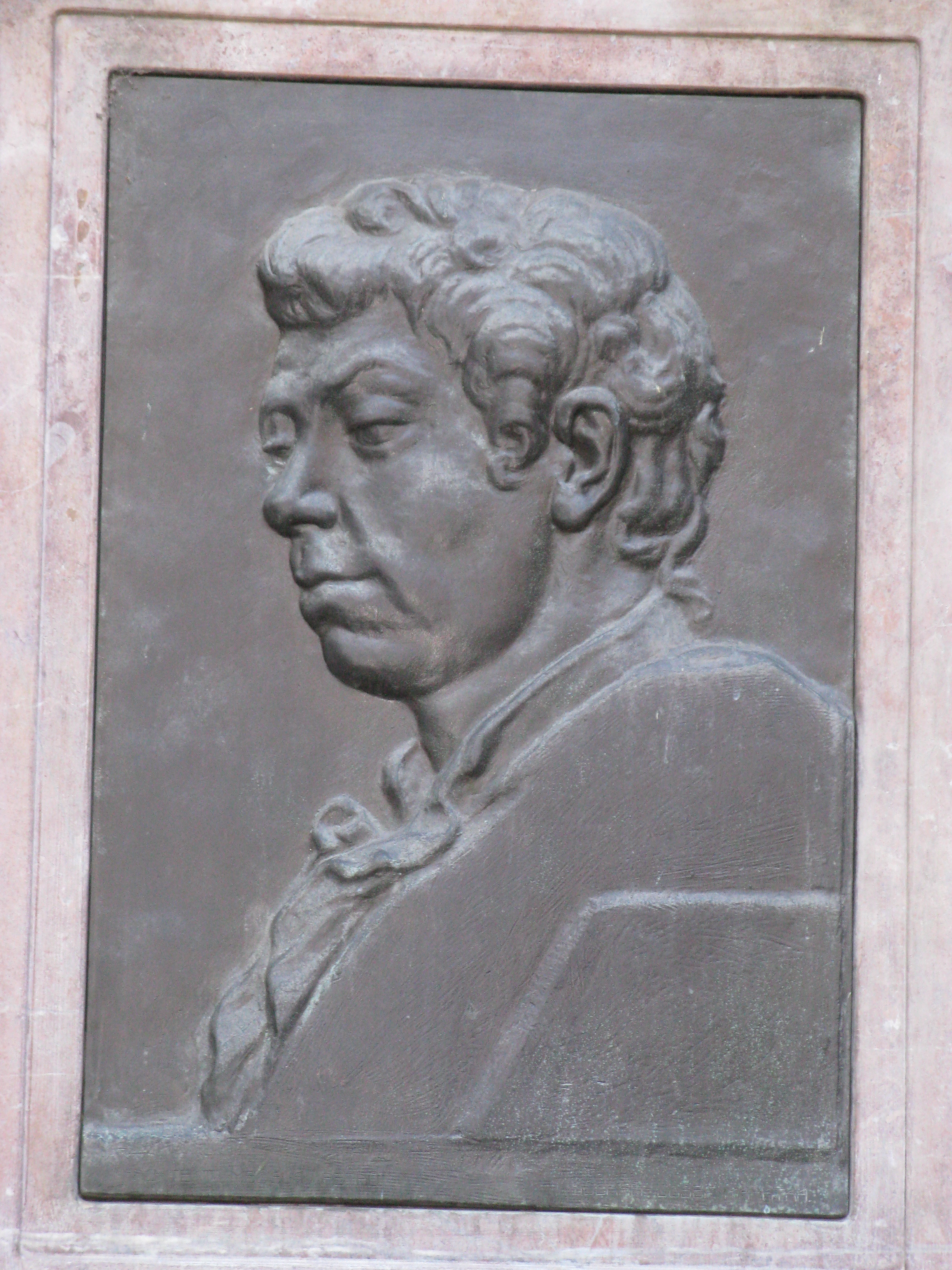
A Brokoff-család emléktáblája Ferdinand Maximilián portréjával a Falhoz épült Szent Márton-templomban (Prága, Óváros)

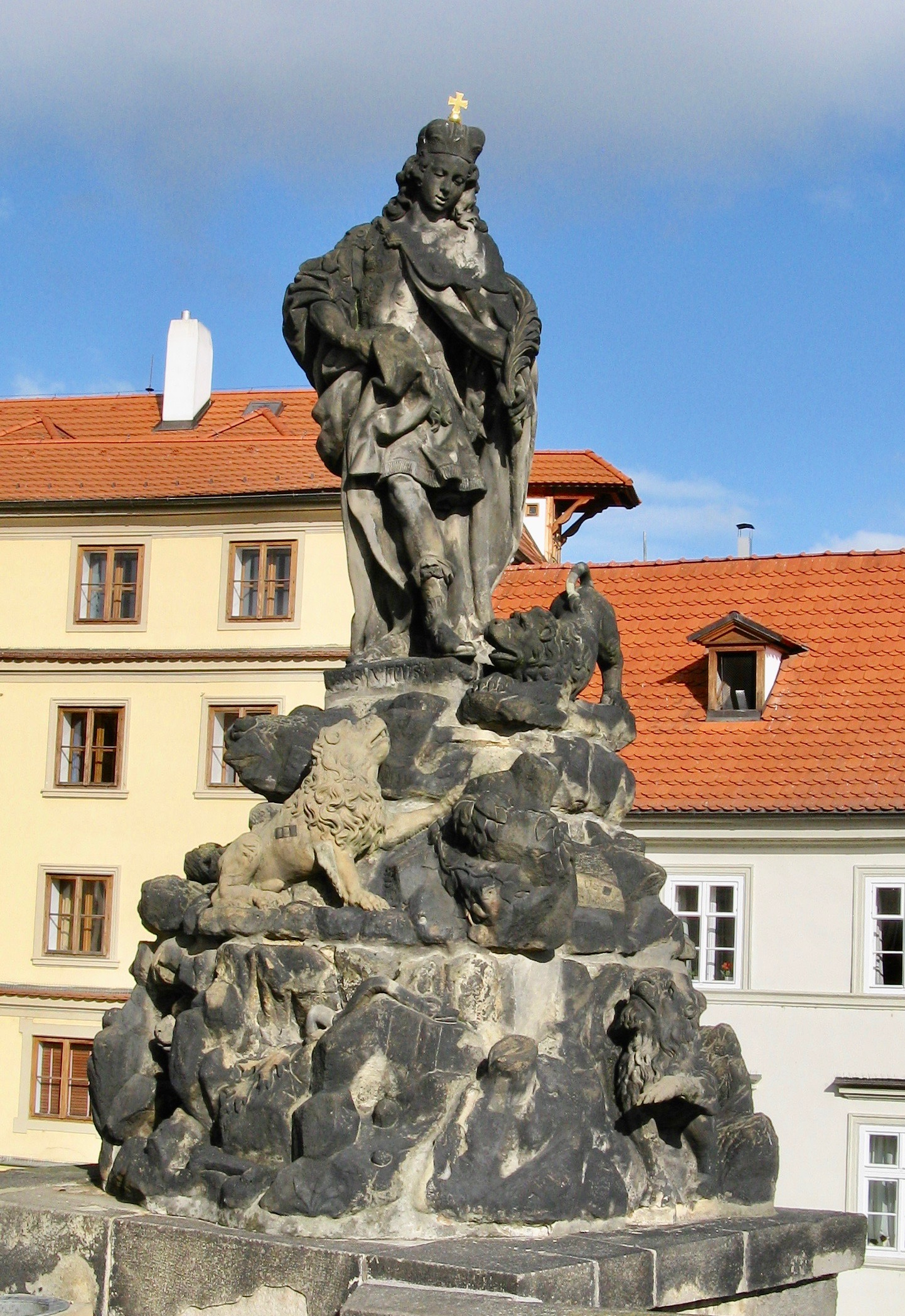
Szent Vitus szobra a Károly hídon

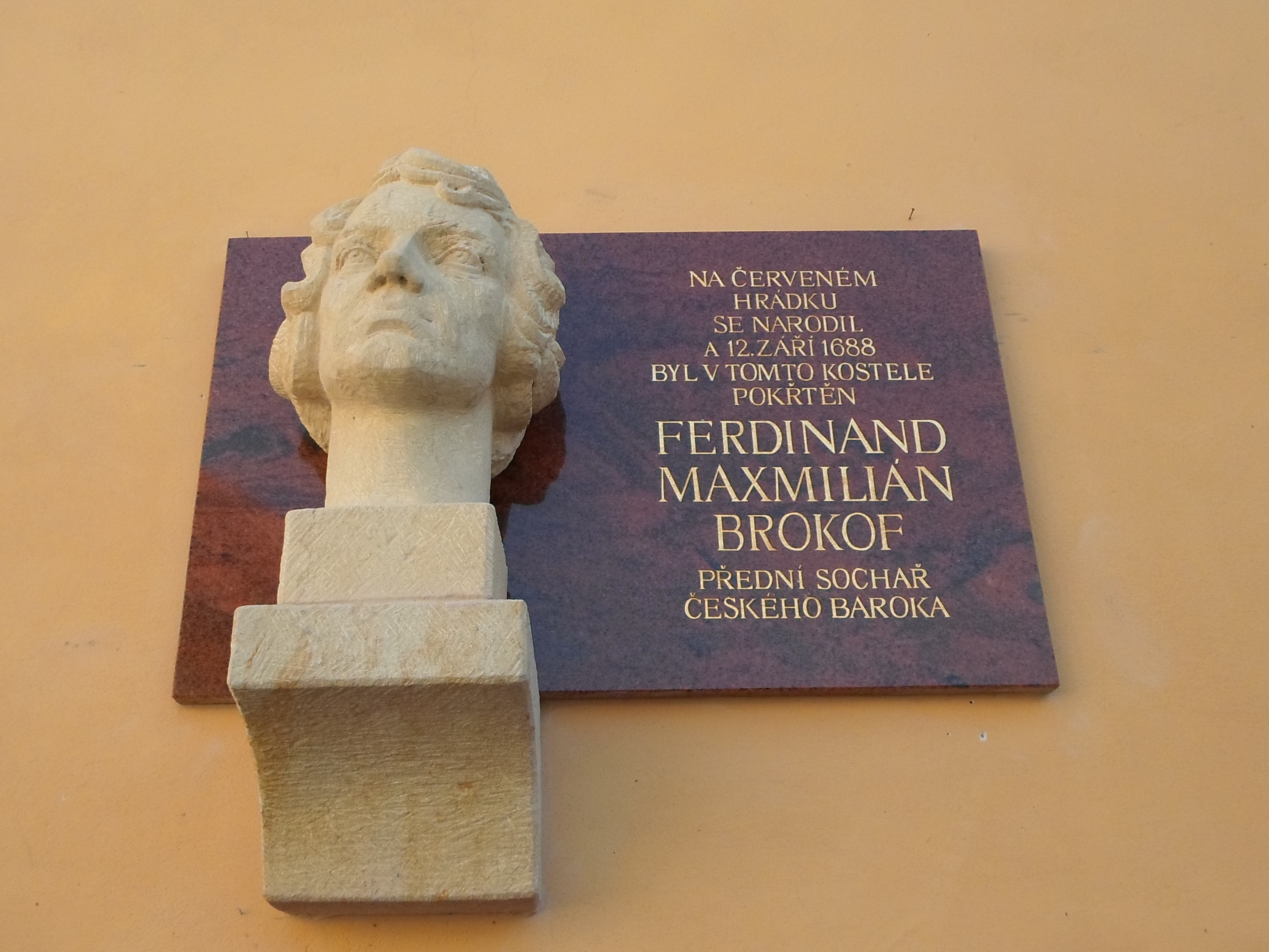
Emléktáblája a jirkovi templom falán

## Élete
A mesterség biztos alapjait apja műhelyében tanulta ki, és pályája elején az ő segédjeként működött. Hírneve idővel túlszárnyalta apjáét; ma őt tartják a legjelentősebb cseh barokk szobrásznak. Apja halála után átvette annak műhelyét, és a cseh fővároson kívül Sziléziából is fogadott el megrendeléseket. 1714-ben átmenetileg Bécsbe költözött, ahol hatékonyan dolgozott össze Johann Bernhard Fischer von Erlachhal. Élete alkonyán a betegség mind inkább gátolta a munkában, ezért csak a terveket, modelleket készítette el, és azokat tanítványai, illetve segédei faragták készre.
Utolsó prágai megbízatását, a Tamás-tamplom főoltárának ezüstszobrait betegsége miatt nem tudta befejezni; a tervezett hat szoborból csak három:
- szent Mónika,
- szent Ludmilla és
- szent Ágoston

alakja készült el.
Prágában halt meg.

## Munkássága
Még apja segédjeként ő mintázta meg a Károly híd szoborcsoportjainak több mellékalakját, amelyeket apjától rendeltek meg. Több olyan közös munkájuk van, amelyeket Jan Brokoff tervezett, de magát a szobrot Ferdinand Maximilián faragta meg. Legtöbb szobra homokkőből készült. Ilyenek például a Károly hídon elhelyezettek:
- Ferrer Szent Vince (1712),
- szent Prokop (1712),
- Borgia Szent Ferenc (1710),
- szent Vitus.

A homokkőből faragott szobrokat megviselte az idő, ezért a 2010-es években másolatokkal helyettesítették őket. Az eredetieket a Nemzeti Múzeum kőtárában helyezték el.
További két, ugyancsak a hídon elhelyezett szobrukat:
- Xavéri Szent Ferenc és
- Loyolai Szent Ignác alakját

1890. szeptember 4-én reggel fél hatkor elsodorta és széttörte a hídra zúduló jeges ár Darabjaikat 1892 és 1904 között kiemelték és most ugyancsak a Nemzeti Múzeum kőtárában láthatók. Előbbit egy másolat helyettesíti, amit 1913-ban készített el Jan Vosmik. (Szent Ignác szobrának helyére Cirill és Metód páros szobrát állították.)
Főleg korai önálló munkáira nagy hatással volt Bernini művészete.
Érett korszakában általános elismertségének markáns jeleként vele faragtatták meg a bécsi Karlskirche főoltárának szoborcsoportját (1728).
További munkái:
- Prágában:
  - a Hopfenstock-ház portálja (1710),
  - a Morzin-palota híres mór kariatidái (1713–1714),
  - Néri Szent Fülöp szobra az Új várlépcsőn (1715),
  - a Hradzsin téren álló, tíz szoborral gazdagított Mária-oszlop (1725–1728),
  - Wratislaw von Mitrowitz gróf síremléke az óvárosi Szent Jakab-bazilikában (J. B. Fischer von Erlach tervei alapján, 1715–1716)

- Sziléziában
  - Wrocławban:
    - a dóm választófejedelmi kápolnájának szobrászati munkái,
    - Johann Georg von Wolff síremléke a Szent Erzsébet helyőrségi templomban

  - a Grüssau-kolostor templomának szobrai (1729–1730)[3]